# Самаркандский республиканский гребной канал
Самарка́ндский республика́нский гребно́й кана́л (узб. Samarqand respublika eshkak eshish kanali / Самарқанд республика эшкак эшиш канали) — спортивный и гидротехнический объект в восточной окраине города Самарканд, в Узбекистане. Длина канала составляет 2215 метров, суммарная ширина двух частей — 188 м, расположен на высоте 710 метров над уровнем моря.
Самаркандский гребной канал является единственным в Средней Азии, и одним из немногих подобных спортивных объектов в мире. Точных аналогов этого уникального канала всего два во всём мире: гребной канал «Крылатское» в Москве, и гребной канал «Обершлайсхайм» в Мюнхене.

## Расположение

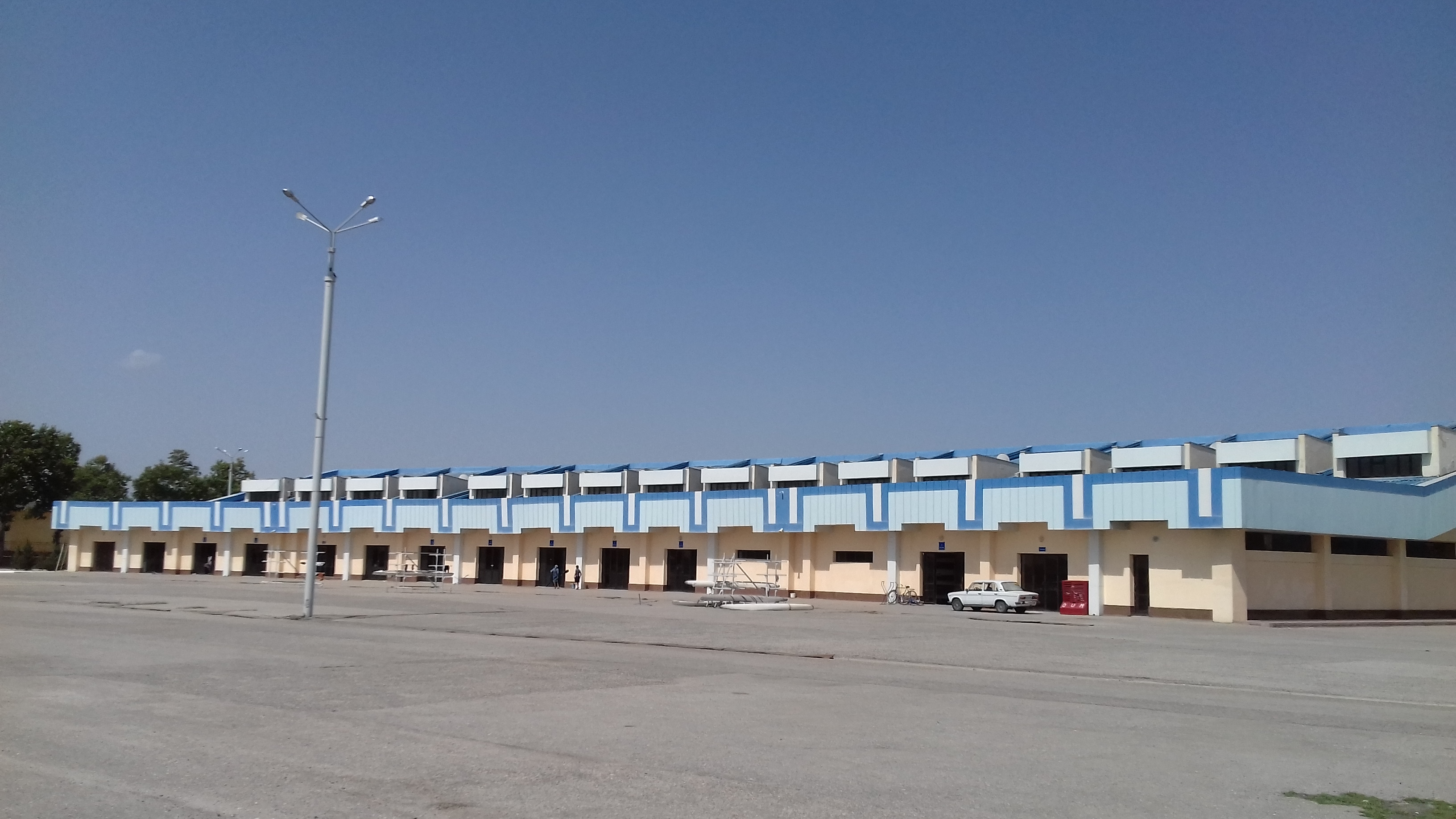
Вид на главное здание спорткомплекса гребного канала

Самаркандский гребной канал расположен в восточной окраине города Самарканд, в двух километрах к северу от посёлка Маданият, на Самаркандской кольцевой автомобильной дороге (СКАД). В районе канала расположены также кишлаки Кундуза́к, Бахшитепа́, Каттакишла́к, Дехкана́бад. Сам гребной канал находится в историческом районе под названием Кониги́л, который среди горожан параллельно называется «Гребным каналом». В 1,5 километрах к северо-востоку от канала протекает река Зарафшан. В 1,7 километрах к северу от канала находится возвышенность Чупан-ата. В 600 метрах к северо-западу от канала находится конечная автобусная остановка, откуда можно уехать вглубь города на автобусе под номером 1 («Железнодорожный вокзал — Конигил»).

## История и описание

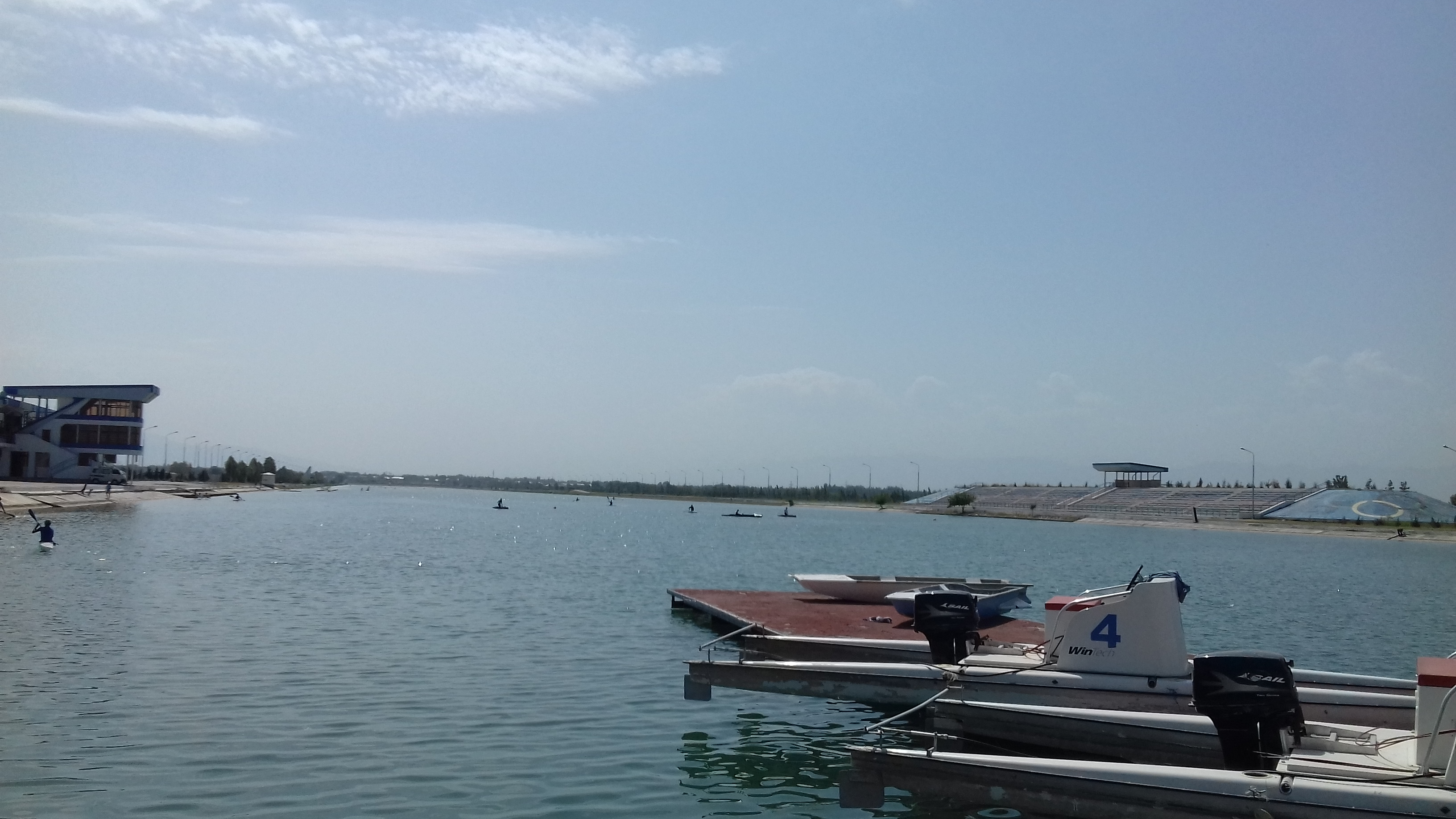
Вид на канал

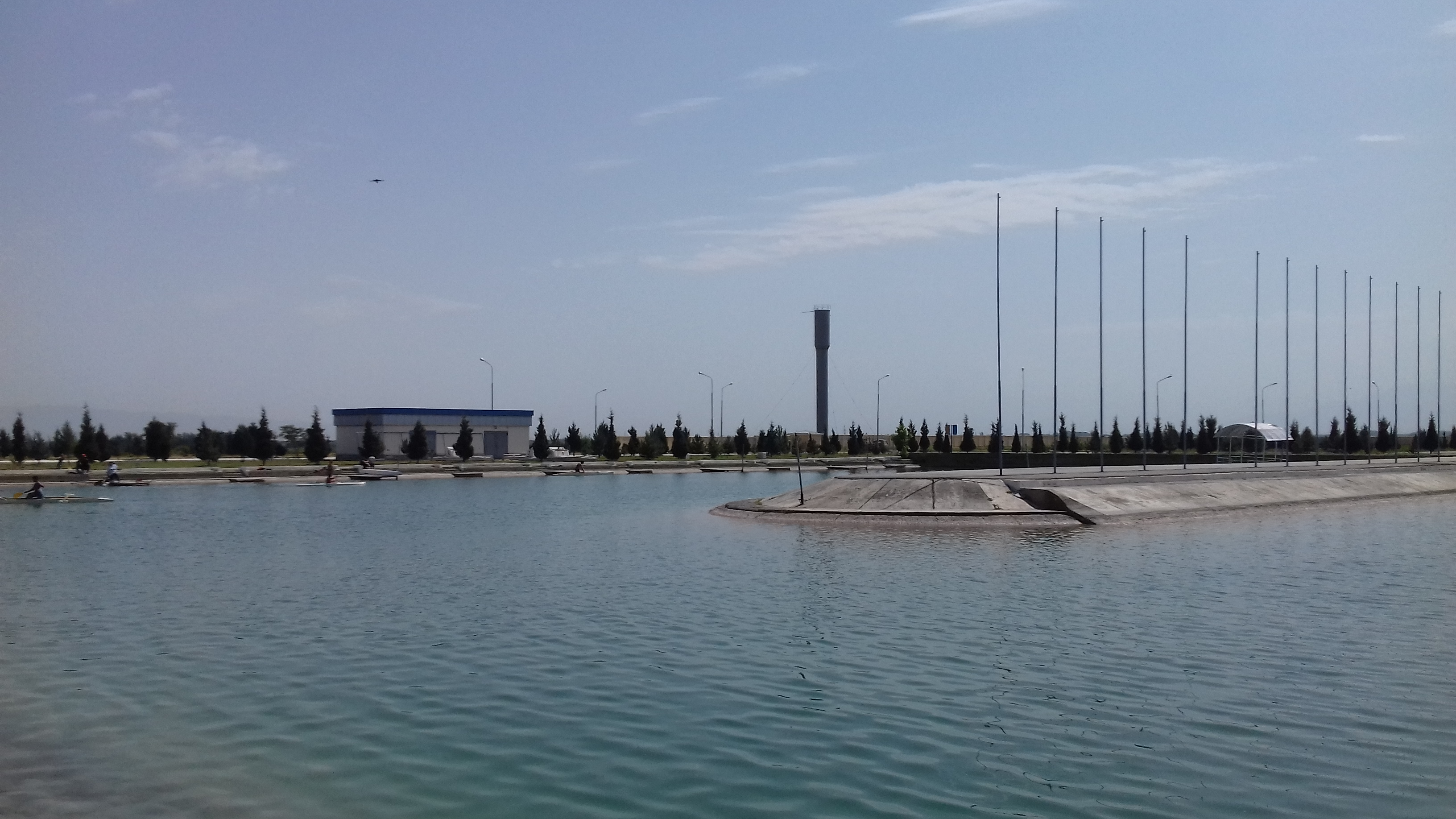
Вид на канал

Построен и открыт в советское время для проведения турниров и соревнований по гребным видам водного спорта, а также для тренировки спортсменов по гребному спорту. В советские годы на гребном канале проходили городские, областные, республиканские и всесоюзные соревнования и турниры по гребному спорту, в том числе чемпионат СССР по гребным видам спорта. На канале в частности тренировались члены сборной СССР по гребному спорту.
Длина канала составляет 2215 метров, ширина основного русла канала — 130 метров, ширина обводного русла составляет 58 метров. Обводное русло протягивается вдоль всей длины главного русла. Имеется специальный водораздел для разворота без остановки соревнований. Самаркандский гребной канал является единственным в Средней Азии, и одним из немногих подобных спортивных объектов в мире. Точных аналогов этого уникального канала всего два во всём мире. Это: гребной канал «Крылатское» в Москве, и гребной канал «Обершлайсхайм» в Мюнхене.
В 2009 году началась масштабная реконструкция гребного канала и спортивных сооружений вокруг него. В 2011 году при канале открылась детско-юношеская спортивная школа олимпийского резерва по гребным видам спорта. После масштабной реконструкции, было установлено современное высокоточное электронное оборудование для учёта результатов спортсменов, а также большой светодиодный дисплей высотой 10 и шириной 15,6 метра, на котором в режиме онлайн отображаются результаты заплывов, и видеотрансляция с камер, установленных по периметру канала через каждые 500 метров, а также камеры которые двигаются параллельно и перпендикулярно траектории движения спортсменов. Для зрителей и болельщиков построена трибуна на 2200 мест. Также построены VIP-места, места для СМИ. Полностью улучшена вся инфраструктура спорткомплекса. При спорткомплексе открыта четырёхзвёздочная гостиница на почти 100 мест, большая столовая, конференц-зал, баскетбольные и волейбольные площадки, тренажёрные залы, сауна, современные душевые и туалеты. Площадь всего спортивного комплекса с гребным каналом составляет почти 80 гектаров.
В октябре 2013 года на гребном канале впервые был проведён международный турнир по гребле на байдарках и каноэ — «Самаркандские звёзды». В последующие годы также проводились и проводятся международные турниры по гребному спорту, чемпионаты Узбекистана, Самаркандской области. В 2016 году на канале проходил Кубок Азии по гребле на байдарках и каноэ (более 200 спортсменов), в том же году также проходил чемпионат Азии по параканоэ.